# Ralf Albrecht

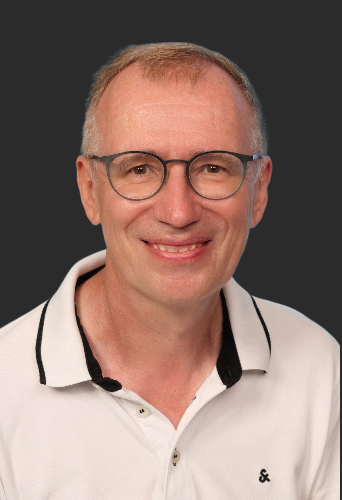
Prälat Ralf Albrecht

Ralf Albrecht (* 1964 in Stuttgart) ist ein deutscher evangelischer Pfarrer der Evangelischen Landeskirche in Württemberg, langjähriger Dekan im Kirchenbezirk Nagold und Regionalbischof der Prälatur Heilbronn.

## Leben und Wirken
Ralf Albrecht absolvierte von 1984 bis 1985 ein Diakonisches Jahr am Karl-Olga-Krankenhaus in Stuttgart. Bis 1986 studierte er Griechisch und Hebräisch am Sprachenkolleg der Evangelischen Landeskirche in Württemberg in Stuttgart und danach bis 1991 Evangelische Theologie an der Eberhard Karls Universität Tübingen sowie an der Philipps-Universität Marburg. Zwischen 1992 und 1994 wirkte er als Vikar in Hausen an der Zaber im Dekanat Brackenheim. Anschließend war er von 1994 bis 1997 als Studienassistent im Bereich Altes Testament am Albrecht-Bengel-Haus in Tübingen tätig.
Von 1997 bis 2007 hatte er das Amt des Pfarrers, teilweise in Stellenteilung mit seiner Ehefrau Christa, in Rielingshausen im Dekanat Marbach am Neckar inne. 2007 übernahm er das Amt des Dekans im Evangelischen Kirchenbezirk Nagold. Im Februar 2020 wurde er zum Prälaten der Prälatur Heilbronn ernannt.
Daneben engagiert er sich ehrenamtlich in Kirche und Gesellschaft, so als Vorsitzender der Zellerstiftung sowie der Brosiusstiftung. Zudem war er Vorsitzender der ökumenischen Steuerungsgruppe Kirchen auf der Landesgartenschau Nagold 2012, Vorsitzender des Trägerkreises Pro Christ 2013 in Stuttgart, Vorsitzender des Leitungskreises ChristusTag 2014 in der Mercedes-Benz-Arena Stuttgart. Er war Mitglied der 15. Landessynode und dort im Landeskirchenausschuss, im Ältestenrat und im Theologischen Ausschuss der Synode der evangelischen Landeskirche in Württemberg. Außerdem ist er Mitglied in der Digitalisierungskommission der Landeskirche sowie Vorsitzender des Ev. Landesverbandes für
Kindertagesstätten und Beauftragter der ev. Landeskirche und der Kirchenleitung für die ländlichen Räume. Dazu gehört er dem Kuratorium des größten Diakonieträgers in Süddeutschland „Diakoneo“ KdöR. mit Sitz in Neuendettelsau an.
Von 2008 bis 2019 war er Vorsitzender und Sprecher der Christusbewegung „Lebendige Gemeinde“. Er war Mitglied im Lenkungsausschuss Deutscher Evangelischer Kirchentag 2015 und Mitglied im Hauptvorstand der Deutschen Evangelischen Allianz. Von 1997 bis 2010 übernahm er die Schriftleitung von Zuversicht und Stärke – Zeitschrift für Gottesdienst und Verkündigung und war von 2005 bis 2011 Vorsitzender der OMF International. Er war Vorsitzender des Evang. Tageselternvereins im Landkreis Calw, Vorsitzender der Arbeitsgemeinschaft Christlicher Kirchen Nagold und Vorsitzender des Diakonieverbandes Nördlicher Schwarzwald. 
Ralf Albrecht ist mit Christa verheiratet und hat mit ihr drei Kinder.

## Veröffentlichungen
- Beten mit neuer Hingabe (mit Musik-CD), Hänssler, Holzgerlingen 2006, ISBN 978-3-7751-4560-2.
- mit Judith Bruckner und Rudolf Schmid: Die evangelische Johanneskirche – Stadtkirche Nagold; Hrsg. Evangelische Stadtkirchengemeinde, Nagold 2008.
- Bibelbegeistert: Gott neu in seinem Wort begegnen (mit CD: Lieder und Bibeltexte), Hänssler, Holzgerlingen 2009, ISBN 978-3-7751-4871-9.
- Nagolder Genusspietismus – Reformanstöße aus dem Leben Gottlieb Heinrich Zellers für Nagold damals und morgen. In: Judith Bruckner und Monika Schanz (Hrsg.): Schaffen an dem, was bleibt. Das Wirken Dr. Gottlieb Heinrich Zellers (1794–1864) in Nagold (anlässlich des Zellerjahrs 2014), Nagold 2014, S. 115–126.